# NAACP Image Awards 2019
Die 50. NAACP Image Awards, die von der NAACP verliehen werden, wurden am 30. März 2019 vergeben. Die Ausstrahlung wurde von Anthony Anderson moderiert und erfolgte auf TV One.
Die Veranstaltung fand im Dolby Theatre in Los Angeles, Kalifornien statt. Im Bereich Film war Black Panther in vielen Kategorien führend und gewann acht Awards, darunter den Award für den besten Film. Bei den fernsehserien war es Black-ish-
Ausgezeichnet wurden People of Color in verschiedenen Kategorien im Bereich Film, Fernsehen Musik und Literatur für ihre Leistungen im Kalenderjahr 2018.
Jay-Z erhielt den President’s Award. Als Entertainer of the Year konnte sich Beyoncé durchsetzen.

## Film
| Bester Film | Beste Regie |
| --- | --- |
| - Black Panther - BlacKkKlansman - Crazy Rich - Beale Street - The Hate U Give | - Ryan Coogler – Black Panther - Alan Hicks and Rashida Jones – Quincy - Barry Jenkins – Beale Street - Spike Lee – BlacKkKlansman - Steve McQueen – Widows – Tödliche Witwen |
| Bester Hauptdarsteller | Beste Hauptdarstellerin |
| - Chadwick Boseman – Black Panther - Stephan James – Beale Street - Michael B. Jordan – Creed II – Rocky’s Legacy - Denzel Washington – The Equalizer 2 - John David Washington – BlacKkKlansman                                                      | - Amandla Stenberg – The Hate U Give - Viola Davis – Widows – Tödliche Witwen - Sanaa Lathan – Alte Zöpfe - KiKi Layne – Beale Street - Constance Wu – Crazy Rich             |
| Bester Nebendarsteller | Beste Nebendarstellerin |
| - Michael B. Jordan – Black Panther - Mahershala Ali – Green Book - Winston Duke – Black Panther - Brian Tyree Henry – Beale Street - Russell Hornsby – The Hate U Give                                                                               | - Danai Gurira – Black Panther - Regina Hall – The Hate U Give - Regina King – Beale Street - Lupita Nyong’o – Black Panther - Letitia Wright – Black Panther                 |
| Bestes Drehbuch | Bester Independentfilm |
| - Ryan Coogler and Joe Robert Cole – Black Panther - Peter Chiarelli and Adele Lim – Crazy Rich - Barry Jenkins – Beale Street - Boots Riley – Sorry to Bother You - Charlie Wachtel, David Rabinowitz, Kevin Willmott and Spike Lee – BlacKkKlansman | - Beale Street - BlacKkKlansman - Alte Zöpfe - Sorry to Bother You - Traffik                                                                                                  |
| Bester Newcomer | Bestes Ensemble |
| - Letitia Wright – Black Panther - Winston Duke – Black Panther - KiKi Layne – Beale Street - Storm Reid – Das Zeiträtsel - John David Washington – BlacKkKlansman                                                                                    | - Black Panther - BlacKkKlansman - Crazy Rich - The Hate U Give - Widows – Tödliche Witwen                                                                                    |

## Fernsehen

### Drama
| Beste Dramaserie | Beste Dramaserie |
| --- | --- |
| - Power - This Is Us - Queen Sugar - The Chi - How to Get Away with Murder                                                                                             | |
| Bester Hauptdarsteller in einer Dramaserie | Bester Hauptdarsteller in einer Dramaserie |
| - Omari Hardwick – Power - Jason Mitchell – The Chi - Keith David – Greenleaf - Kofi Siriboe – Queen Sugar - Sterling K. Brown – This Is Us                            | - Taraji P. Henson – Empire - Alfre Woodard – Luke Cage - Naturi Naughton – Power - Viola Davis – How to Get Away with Murder - Rutina Wesley – Queen Sugar     |
| Bester Nebendarsteller in einer Dramaserie | Beste Nebendarstellerin in einer Dramaserie |
| - Jesse Williams – Grey’s Anatomy - Joe Morton – Scandal - Romany Malco – A Million Little Things - Jussie Smollett – Empire - Wendell Pierce – Tom Clancy’s Jack Ryan | - Lynn Whitfield – Greenleaf - CCH Pounder – Navy CIS: New Orleans - Sanaa Lathan – The Affair - Susan Kelechi Watson – This Is Us - Thandie Newton – Westworld |

### Comedy
| Beste Comedy-Serie | Beste Comedy-Serie |
| --- | --- |
| - Black-ish - Insecure - Grown-ish - Dear White People - Atlanta | |
| Bester Hauptdarsteller in einer Comedy-Serie | Beste Hauptdarstellerin in einer Comedy-Serie |
| - Anthony Anderson – Black-ish - Donald Glover – Atlanta - Cedric the Entertainer – The Neighborhood - Dwayne Johnson – Ballers - Tracy Morgan – The Last O.G.       | - Tracee Ellis Ross – Black-ish - Issa Rae – Insecure - Yara Shahidi – Grown-ish - Logan Browning – Dear White People - Danielle Brooks – Orange Is the New Black |
| Bester Nebendarsteller in einer Comedy-Serie | Beste Nebendarstellerin in einer Comedy-Serie |
| - Marcus Scribner – Black-ish - Laurence Fishburne – Black-ish - Jay Ellis – Insecure - John David Washington – Ballers - Tituss Burgess – Unbreakable Kimmy Schmidt | - Marsai Martin – Black-ish - Natasha Rothwell – Insecure - Uzo Aduba – Orange Is the New Black - Yvonne Orji – Insecure - Essence Atkins – Marlon                |

### Fernsehfilm, Miniserie oder Special
| Bester Fernsehfilm, Miniserie oder Special | Bester Fernsehfilm, Miniserie oder Special |
| --- | --- |
| - The Bobby Brown Story - Behind the Movement - The Simone Biles Story: Courage to Soar - Seven Seconds - Jesus Christ Superstar Live in Concert                                                                                      | |
| Bester Hauptdarsteller in einem Fernsehfilm oder Miniserie | Beste Hauptdarstellerin in einem Fernsehfilm oder Miniserie |
| - Michael B. Jordan – Fahrenheit 451 - Brandon Victor Dixon – Jesus Christ Superstar Live in Concert - John Legend – Jesus Christ Superstar Live in Concert - Russell Hornsby – Seven Seconds - Woody McClain – The Bobby Brown Story | - Regina King – Seven Seconds - Anna Deavere Smith – Notes from the Field - Gabrielle Dennis – The Bobby Brown Story - Jeanté Godlock – The Simone Biles Story: Courage to Soar - Toni Braxton – Faith Under Fire: The Antoinette Tuff Story |
| Beste Regie in einem Fernsehfilm oder Special | Bestes Drehbuch in einem Fernsehfilm oder Special |
| - Rashid Johnson – Native Son - Codie Elaine Oliver – Black Love - Janice Cooke – I Am Somebody’s Child: The Regina Louise Story - Kenny Leon – American Son - Russ Parr – The Bobby Debarge Story                                    | - Suzan-Lori Parks – Native Son - Cas Sigers-Beedles – Twas the Chaos Before Christmas - Melissa Bustamante – A Christmas Winter Song - Patrik-Ian Polk – Being Mary Jane - Yvette Nicole Brown – Always a Bridesmaid                        |

### Reality-Serie und Varieté-Shows
| Beste Talkshow | Beste Reality- oder Gameshow |
| --- | --- |
| - The Real - ESPN’s First Take - Red Table Talk - The Daily Show with Trevor Noah - The View                                                 | - Iyanla: Fix My Life - Lip Sync Battle - RuPaul’s Drag Race - Shark Tank - The Voice |
| Beste Nachrichtensendung | Bester Moderator einer Talkshow, einer Reality-, Game- oder Varietée-Show |
| - Oprah Winfrey Presents: Becoming Michelle Obama - AM Joy - Angela Rye’s State of the Union - A Thousand Words with Michelle Obama - Unsung | - Jada Pinkett Smith, Adrienne Banfield Norris, Willow Smith – Red Table Talk - Trevor Noah – The Daily Show with Trevor Noah - Lester Holt – NBC Nightly News with Lester Holt - LeBron James – The Shop - Joy Reid – AM Joy |
| Outstanding Variety oder Gameshow | Beste Kindersendung |
| - Black Girls Rock! 2018 - 2 Dope Queens - Bruno Mars: 24K Magic Live at the Apollo - Saturday Night Live - Trevor Noah: Son of Patricia     | - Doc McStuffins - Top Chef Junior - Sesame Street - Marvel’s Avengers: Black Panther’s Quest - Motown Magic |

### Schauspiel
| Bester Kinderdarsteller | Bester Gastdarsteller |
| --- | --- |
| - Marsai Martin – Black-ish - Miles Brown – Black-ish - Lyric Ross – This Is Us - Lonnie Chavis – This Is Us - Alex R. Hibbert – The Chi | - Kerry Washington – How to Get Away with Murder - Tisha Campbell-Martin – Empire - Loretta Devine – Love Is... - Kendrick Lamar – Power - Erika Alexander – Black Lightning |

## Musik
| Bestes Album | Bester Newcomer |
| --- | --- |
| - Ella Mai – Ella Mai - Janelle Monáe – Dirty Computer - MAJOR. – Even More - The Carters – Everything Is Love - H.E.R. – I Used to Know Her: The Prelude                                                       | - Ella Mai - Jade Novah - Koryn Hawthorne - Omar Wilson - Tory Lanez |
| Bester Sänger | Beste Sängerin |
| - Bruno Mars - MAJOR. - John Legend - Raheem DeVaughn - Childish Gambino | - H.E.R. - Andra Day - Janet Jackson - Ella Mai - Janelle Monáe |
| Beste Band, Duo oder Kollaboration | Bestes Jazzalbum |
| - Kendrick Lamar & SZA – All the Stars - John Legend feat. BloodPop – A Good Night - H.E.R. feat. Bryson Tiller – Could’ve Been - Bruno Mars feat. Cardi B – Finesse (Remix) - The Carters – Everything Is Love | - Jazmin Deborah Ghent – The Story of Jaz - Christian Sands – Facing Dragons - Jon Batiste – Hollywood Africans - Ben Tankard – Rise! - Camille Thurman – Waiting for the Sunrise |
| Bestes Musikvideo | Bester Song, Traditional |
| - Childish Gambino – This Is America - The Carters – Apes**t - H.E.R. feat. Bryson Tiller – Could’ve Been - Bruno Mars feat. Cardi B – Finesse (Remix) - Kendrick Lamar & SZA – All the Stars                   | - Toni Braxton – Long as I Live - Andra Day – Amen - MAJOR. – Better With You in It - Leon Bridges – Beyond - Tori Kelly feat. Kirk Franklin – Never Alone |
| Bester Song, Contemporary | Bester Gospel- oder christlicher Song |
| - Ella Mai – Boo’d Up - John Legend feat. BloodPop – A Good Night - Bruno Mars feat. Cardi B – Finesse (Remix) - Childish Gambino – This Is America - H.E.R. – As I Am                                          | - Koryn Hawthorne – Unstoppable - Tori Kelly – Hiding Place - Tasha Cobbs Leonard – Heart. Passion. Pursuit. Live at Passion City Church - Jonathan McReynolds – Make Room - Jekalyn Carr – One Nation Under God |
| Bestes Jazzalbum | Bester Soundtrack |
| - Jazzmeia Horn – Love & Liberation - David Sánchez – Carib - Najee – Center of the Heart - Nathan Mitchell – SoulMate - Vanessa Rubin – The Dream Is You: Vanessa Rubin Sings Tadd Dameron                     | - Kendrick Lamar, SZA feat. Various artists – Black Panther: The Album Music From and Inspired By - Various artists – Greenleaf, Season 3 (Music From the Original TV series) - Adrian Younge & Ali Shaheed Muhammad – Marvel’s Luke Cage Season Two - Various Artists – Insecure Music From the HBO Original Series, Season 3 - Various Artists – Spider-Man: Into the Spider-Verse (Soundtrack From & Inspired By the Motion Picture) |

## Sonderpreise
| President’s Award                                                        |
| ------------------------------------------------------------------------ |
| - Jay-Z                                                                  |
| Chairman’s Award                                                         |
| - Maxine Waters                                                          |
| Entertainer of the Year                                                  |
| - Beyoncé - Chadwick Boseman - LeBron James - Regina King - Ryan Coogler |